# Salarische Sprache
Die salarische Sprache (Eigenbezeichnung: Salar dili) ist eine Turksprache, die zu der Oghusischen Gruppe gerechnet wird, aber vom verwandten Uigurisch beeinflusst wurde.
Nach ihrer mündlichen Überlieferung sollen die Vorfahren der Salaren der oghusische Stamm der Salur gewesen sein. Während die meisten oghusischen Stämme nach Westen wanderten verblieben die Vorfahren der Salaren in China. Spuren ihrer ursprünglichen, oghusisch gefärbten Sprache sind noch heute erkennbar.
Etwa 20 % des heutigen Wortschatzes ist chinesischen Ursprungs und etwa 10 % tibetischen Ursprungs.

## Sprecher und Verbreitungsgebiet
Salarisch war 1982 noch die Muttersprache von rund 55.000 Menschen.
Das Hauptsiedlungsgebiet der Salar befindet sich in der Volksrepublik China: Autonomer Kreis Xunhua der Salar und Autonomer Kreis Hualong der Hui in der Provinz Qinghai; ferner der Kasachische Autonome Bezirk Ili im Uigurischen Autonomen Gebiet Xinjiang.
Die Sprachträger sind vielfach mehrsprachig: neben der eigenen Sprache wird vor allem Uigurisch oder Chinesisch gesprochen.

## Alphabete
Salarisch hat kein offizielles Alphabet wurde aber früher manchmal in arabischer Schrift geschrieben. Heute verwenden die meisten Salar eine Version der Chinesische Schrift.
1969/70 wurde ein lateinisches Alphabet eingeführt, das sich eng an das der Uiguren anlehnt und sich auf das einheitliche türkische Alphabet zurückführt. Dieses Alphabet erfreute sich aber keiner großen Beliebtheit und wird nur teilweise, zumeist im Internet, verwendet.